# Diplusodon ulei
Diplusodon ulei là một loài thực vật có hoa trong họ Lythraceae. Loài này được Koehne mô tả khoa học đầu tiên năm 1907.